# التهاب القولون الكولاجيني
التهاب القولون الكولاجيني (بالإنجليزية: Collagenous Colitis)‏
إصابة مجهوَلة السبب, يعتقد بأن السبب مناعي ذاتي, يحدث فيها ارتشاح للطبقة تحت المخاطية في القولون بألياف كولاجينية.

## الأعراض
- إسهال مزمن قولوني بسبب ألياف الكولاجين المترسبة التي تمنع امتصاص الماء
- ألم بطني وتجفاف بسبب الاسهال

## التشخيص
- بالتنظير يشاهد منظر سليم غالباً
- بأخذ خزعات متدرجة (من الأعور فالكولون الصاعد فالمعترض فالنازل..) يكشف ترسبات كولاجينية تحت المخاطية

## العلاج
- بريدنيزولون
- سلفاسالازين
- ميترونيدازول
- كولسترامين